# Lauraët
Lauraët é uma comuna francesa na região administrativa de Occitânia, no departamento de Gers. Estende-se por uma área de 12,71 km². Em 2010 a comuna tinha 254 habitantes (densidade: 20 hab./km²).